# Tizenkettes sía
A tizenkettes (اثنا عشرية – iszná asarijja = tizenkettesek) vagy másképp imámita sía vagy csak imámiták a síita iszlám egy ága, akik tizenkét imámot ismernek el. Az első közülük Ali ibn Abi Tálib, az utolsó pedig Muhammad al-Mahdi , akinek visszatértét messiásként (→ mahdí) várják.
Ők teszik ki a síiták túlnyomó többségét, kb. 80̥ százalékát, ezért gyakran csak simán síitáknak nevezik őket. Összlétszámukat kb. 175 millióra becsülik, amely a muszlim világ népességének mintegy 11 százaléka. Legnagyobb számban Iránban élnek, de Azerbajdzsánban és Irakban is a lakosság többségét alkotják. Emellett jelentős kisebbségük él Pakisztánban, Indiában, Afganisztánban, Libanonban, Nigériában, Indonéziában, Tanzániában, Törökországban, továbbá a lakosság százalékában Bahreinben és Kuvaitban is, de vannak még imámiták más országokban is.
A tizenkettes sía követői hisznek az imámok feddhetetlenségében, tévedhetetlenségében és titkos, isteni tudásában.

## Országonként
A következő táblázat a 2014-es becslések alapján áttekintést nyújt az imámiták megoszlásáról országonként.  Csak a több mint 500 ezer hívővel rendelkező országokat veszi figyelembe.
| ország                   | imámiták létszáma millió fő | a lakosság százaléka | Fő települési területeik                                                              |
| ------------------------ | --------------------------- | -------------------- | ------------------------------------------------------------------------------------- |
| Irán                     | 69                          | 90                   |                                                                                       |
| Pakisztán                | 28                          | 15                   | Karacsi, Lahore, Gilgit-Baltistan                                                     |
| India                    | 25                          | 2                    | Uttar Pradesh, Bihar, Nyugat-Bengál, Andhra Pradesh, Kasmír                           |
| Irak                     | 21                          | 63                   | Kerbela kormányzóság, Hilla, Diwaniyya, Wasit kormányzóság, Maisan kormányzóság, Sadr |
| Azerbajdzsán             | 7,5                         | 80                   |                                                                                       |
| Afganisztán              | 4                           | 12                   | Hazara                                                                                |
| Törökország              | 3                           | 4                    | Kars, Iğdır                                                                           |
| Szaúd-Arábia             | 2                           | 7                    | ash-Sharqiyya, al-Qatif                                                               |
| Libanon                  | 2                           | 40                   | Dzsabal Amil, észak-Bekaa-völgy                                                       |
| Nigéria                  | 2                           | 1                    |                                                                                       |
| Indonézia                | 2                           | < 1                  |                                                                                       |
| Tanzánia                 | 1                           | 2                    | Arusha, Dar es-Salaam, Zanzibár, Bukoba, Lindi                                        |
| Egyiptom                 | 0,8                         | 1                    |                                                                                       |
| Egyesült Arab emirátusok | 0,6                         | 7                    |                                                                                       |
| Bahrein                  | 0,6                         | 45                   |                                                                                       |
| Kuvait                   | 0,5                         | 30                   | Failaka                                                                               |

## A tizenkét imám
| A 12 imám (és halálának időpontja) | A 12 imám (és halálának időpontja)       |
| ---------------------------------- | ---------------------------------------- |
| 1.                                 | ʿAlī ibn Abī Tālib († 661)               |
| 2.                                 | Al-Haszan ibn Ali († 670)                |
| 3.                                 | Al-Huszajn ibn Ali († 680)               |
| 4.                                 | ʿAlī ibn Huszain Zain al-ʿĀbidīn († 713) |
| 5.                                 | Muhammad al-Bāqir († 732 vagy 736)       |
| 6.                                 | Dzsaafar asz-Szádik († 765)              |
| 7.                                 | Mūszā al-Kāzim († 799)                   |
| 8.                                 | ʿAlī ar-Ridā († 818)                     |
| 9.                                 | Muhammad al-Dzsawād († 835)              |
| 10.                                | ʿAlī al-Hādī an-Naqī († 868)             |
| 11.                                | Haszan al-ʿAszkarī († 874)               |
| 12.                                | Muhammad al-Mahdī (eltűnt)               |

## Fordítás
- Ez a szócikk részben vagy egészben  a   Zwölfer-Schia című német Wikipédia-szócikk fordításán alapul.  Az eredeti cikk szerkesztőit annak laptörténete sorolja fel. Ez a jelzés csupán a megfogalmazás eredetét és a szerzői jogokat jelzi, nem szolgál a cikkben szereplő információk forrásmegjelöléseként.